# A89 (Frankrijk)
De A89 of La Transeuropéenne of Autoroute des présidents is een Franse autosnelweg die van Bordeaux in het zuidwesten van Frankrijk, naar Lyon in het oosten van Frankrijk loopt. De weg loopt zijn gehele traject samen met de E70. De A89 is een relatief recente snelweg. De beslissing tot aanleg werd pas genomen in 1996. In 2018, 22 jaar later werd de snelweg afgewerkt.
De hele snelweg is eigendom van tolmaatschappij Autoroutes du Sud de la France. Vlak na Brive verloopt de A89 voor een klein deel (16 km) samen met de A20, hierna takt de A89 weer in oostelijke respectievelijk westelijke richting af. Ook bij Clermont-Ferrand is de A89 onderbroken voor een afstand van 19 kilometer. Hier verloopt de verbinding tussen beide delen via de A71.
De A89 vervangt de Route Nationale (RN89), die deze functie tot 1999 had. De RN89 is nu op grote delen van haar traject omgenoemd in Route Départementale (RD) met nummers 1089, 2089 en 389.

## Beschrijving
Opmerkelijk is het deel tussen Corrèze en Montaignac-Saint-Hippolyte. Hier kruisen de rijbanen elkaar twee keer - ongelijkvloers - zodat er over een afstand van ruim 1,5 km links wordt gereden. De weggebruikers merken daar weinig van: de afstand tussen de rijbanen is enkele honderden meters. Tussen de verwisselde rijbanen is een verzorgingsplaats, "Corrèze", en er staat een kunstwerk.
De A89 bereikt zijn hoogste punt ter hoogte van de Monts Dore: bij de Aire de Repos de Heume-l'Église (bergtop Puy de l'Âne) ligt de snelweg iets meer dan 1000 meter boven zeeniveau. Hier steekt de autosnelweg de waterscheiding tussen de Dordogne en de Loire (via de Sioule en Allier) over.
Ten oosten van Thiers volgt de A89 een tijdlang het dal van de Durolle. De autosnelweg klimt er naar 800 meter om bij Cervières de Monts du Forez over te steken.

## Bouw
In 2005 is de A72 tussen Clermont-Ferrand en Balbigny omgenummerd naar A89. In 2013 werd het gedeelte ten oosten van Balbigny opgeleverd. In 2018 werd de aansluiting van de A89 op de A6 nabij Lyon afgewerkt.

### Opgeleverde delen van de weg
| Datum van opening | Traject | Lengte |
| ----------------- | --- | --- |
| 4 maart 2000      | Ussel-Ouest - Saint-Julien-Sancy (geopend door Jacques Chirac) | 40 km |
| 11 juni 2001      | Libourne-Sud - Mussidan | 73 km |
| 22 februari 2002  | Tulle-Est - Ussel-Ouest | 43 km |
| 21 februari 2003  | Saint-Germain-les-Vergnes - Tulle-Est | 40 km |
| 9 februari 2004   | Périgueux-Est - Thenon | 32 km |
| 28 oktober 2004   | Mussidan - Périgueux-Est | 33 km |
| 11 januari 2006   | Saint-Julien-Sancy - Combronde | 52 km |
| 11 januari 2006   | Terrasson-Lavilledieu - Brive-Nord | 11 km |
| 11 januari 2006   | Het tracé tussen Clermont-Ferrand en Balbigny wordt hernummerd van A72 naar A89                                                                                    | |
| 15 mei 2006       | Het tracé tussen Brive-Nord en Saint-Germain-les-Vergnes werd definitief verlaten. In plaats hiervan wordt de D9 langs Chauvignac verbreed naar 2x2-profiel (2015) | Het tracé tussen Brive-Nord en Saint-Germain-les-Vergnes werd definitief verlaten. In plaats hiervan wordt de D9 langs Chauvignac verbreed naar 2x2-profiel (2015) |
| 16 januari 2008   | Thenon - Terrasson-Lavilledieu | 18 km |
| 21 januari 2013   | Balbigny - La-Tour-de-Salvigny | 55 km |
| 7 februari 2015   | A20 - Saint-Germain-les-Vergnes | 4,5 km (ombouw D9 tot 2x2 A89) |
| 3 maart 2018      | La-Tour-de-Salvagny - Limonest (A6) | 5,5 km |

## Tol
De A89 is een tolweg die eigendom is en wordt onderhouden door het bedrijf Autoroute du Sud de la France (ASF). Bij veel tolstations (halte péage) zijn er ook onderhoudswerkplaatsen van dit bedrijf te vinden.